# Anarhynchus
Anarhynchus is een geslacht van vogels uit de familie kieviten en plevieren (Charadriidae). Het geslacht telde aanvankelijk één soort.

## Taxonomie
Anarhynchus werd beschouwd als monotypisch, met slechts een soort: de scheefsnavelplevier. Studies in 2015 en 2022 bepaalden dat Charadrius polyfyletisch is.  In IOC 14.1 worden 23 soorten overgebracht van Charadrius naar Anarhynchus.  Anarhynchus omvat nu de volgende soorten:

## Soorten
- Anarhynchus asiaticus (Pallas, 1773) – Kaspische plevier
- Anarhynchus veredus (Gould, 1848) – Steppeplevier
- Anarhynchus atrifrons (Wagler, 1829) – Tibetaanse plevier
- Anarhynchus mongolus (Pallas, 1776) – Mongoolse plevier
- Anarhynchus leschenaultii (Lesson, RP, 1826) – Woestijnplevier
- Anarhynchus bicinctus (Jardine & Selby, 1827) – Dubbelbandplevier
- Anarhynchus frontalis Quoy & Gaimard, 1832  – Scheefsnavelplevier
- Anarhynchus obscurus (Gmelin, JF, 1789)  – Rosse plevier
- Anarhynchus wilsonia (Ord, 1814)  – Dikbekplevier
- Anarhynchus collaris (Vieillot, 1818)  – Kraagplevier
- Anarhynchus montanus (Townsend, JK, 1837)  – Prairieplevier
- Anarhynchus alticola (Berlepsch & Stolzmann, 1902)  – Punaplevier
- Anarhynchus falklandicus (Latham, 1790) – Falklandplevier
- Anarhynchus thoracicus (Richmond, 1896) – Madagaskarplevier
- Anarhynchus pecuarius (Temminck, 1823) – Herdersplevier
- Anarhynchus sanctaehelenae (Harting, 1873) – Sint-Helenaplevier
- Anarhynchus ruficapillus (Temminck, 1821) – Roodkopplevier
- Anarhynchus nivosus (Cassin, 1858) – Amerikaanse strandplevier
- Anarhynchus pallidus (Strickland, 1853) – Kaapse plevier
- Anarhynchus peronii (Schlegel, 1865) – Maleise plevier
- Anarhynchus marginatus (Vieillot, 1818) – Vale strandplevier
- Anarhynchus javanicus (Chasen, 1938) – Javaanse strandplevier
- Anarhynchus alexandrinus (Linnaeus, 1758) – Strandplevier
- Anarhynchus dealbatus (Swinhoe, 1870) – Witwangstrandplevier